# ケプラー1708b
ケプラー1708b（以前はKIC 7906827.01として知られていた）とは、地球からはくちょう座の方向に約5,600光年離れた場所に存在する太陽のような恒星ケプラー1708の周囲を公転している木星サイズの太陽系外惑星である。トランジット法を使用してNASAのケプラー宇宙望遠鏡ミッションによって2011年に最初に検出されたが、2019年まで惑星候補として識別されていなかった。2022年にケプラー1708bの存在が確認され、さらにケプラー1708bの周囲を公転している海王星サイズの太陽系外衛星の候補が、ケプラーのトランジット観測データを使用した分析で天文学者のDavid Kippingとその同僚によって発見された。

## 特徴
| 木星 | ケプラー1708b |
| ---- | ------------- |
| 木星 | Exoplanet     |

ケプラー1708bは、木星よりわずかに小さいサイズの巨大ガス惑星で、木星半径の0.89倍である。質量はまだ測定されていないが、惑星のトランジットタイミングの正確な分析によると4.6木星質量未満の2シグマが上限である。この質量の上限は、最大視線速度の振幅が98m/s未満であることを予測している。ただし、現在最も精度の高い分光器の範囲内でも主星であるケプラー1708が暗い恒星であるため観測は困難である。
ケプラー1708bは、主星から約1.64天文単位離れた位置を公転しており、太陽系の火星の軌道と似て公転周期は737.11日（2.02年）である。軌道はケプラー1708系のハビタブルゾーン内にあり、0.561+0.074
−0.068の日射量を受けている。平衡温度は200–300 K (−73–27 °C; −100–80 °F)と比較的低い。軌道離心率は測定されておらず、2シグマの上限<0.40が与えられている。

## 主星
ケプラー1708bは、地球からはくちょう座の方向に1,712 ± 75 pc (5,580 ± 240 ly)離れた太陽のような恒星であるケプラー1708の周囲を公転している。見かけの等級は16であるため、肉眼では観測不可能である。元期J2000に基づく恒星の天球座標は 19h 47m 17.79sと43° 37′ 29.4″である。欧州宇宙機関のガイア衛星は、0.5730±0.0340ミリ秒（mas）の年周視差と、赤経−0.770±0.057 mas/yrと赤緯−5.005±0.059 mas/yrの固有運動を測定した。ケプラー1708はUCAC4 669-077544、KIC 7906827、TIC 272716898、2MASS J19471778+4337295、WISE J194717.78+433729.2、Gaia DR2 2078801971283008128等の様々な星表の他の名称でも知られている。
ケプラー1708は太陽よりわずかにサイズや質量が大きく、質量は1.088±0.072 M☉、半径は1.117±0.064 R☉である。また、太陽よりも高温で明るく、有効温度は6157+231
−202 K、放射光度は1.521 L☉である。これらの特性に基づくと、ケプラー1708は[Fe/H] = 0.0±0.2 dexの太陽のような金属量と31.6±22.6億年の年齢を持つF型主系列星である可能性がある
。

## 太陽系外衛星の可能性

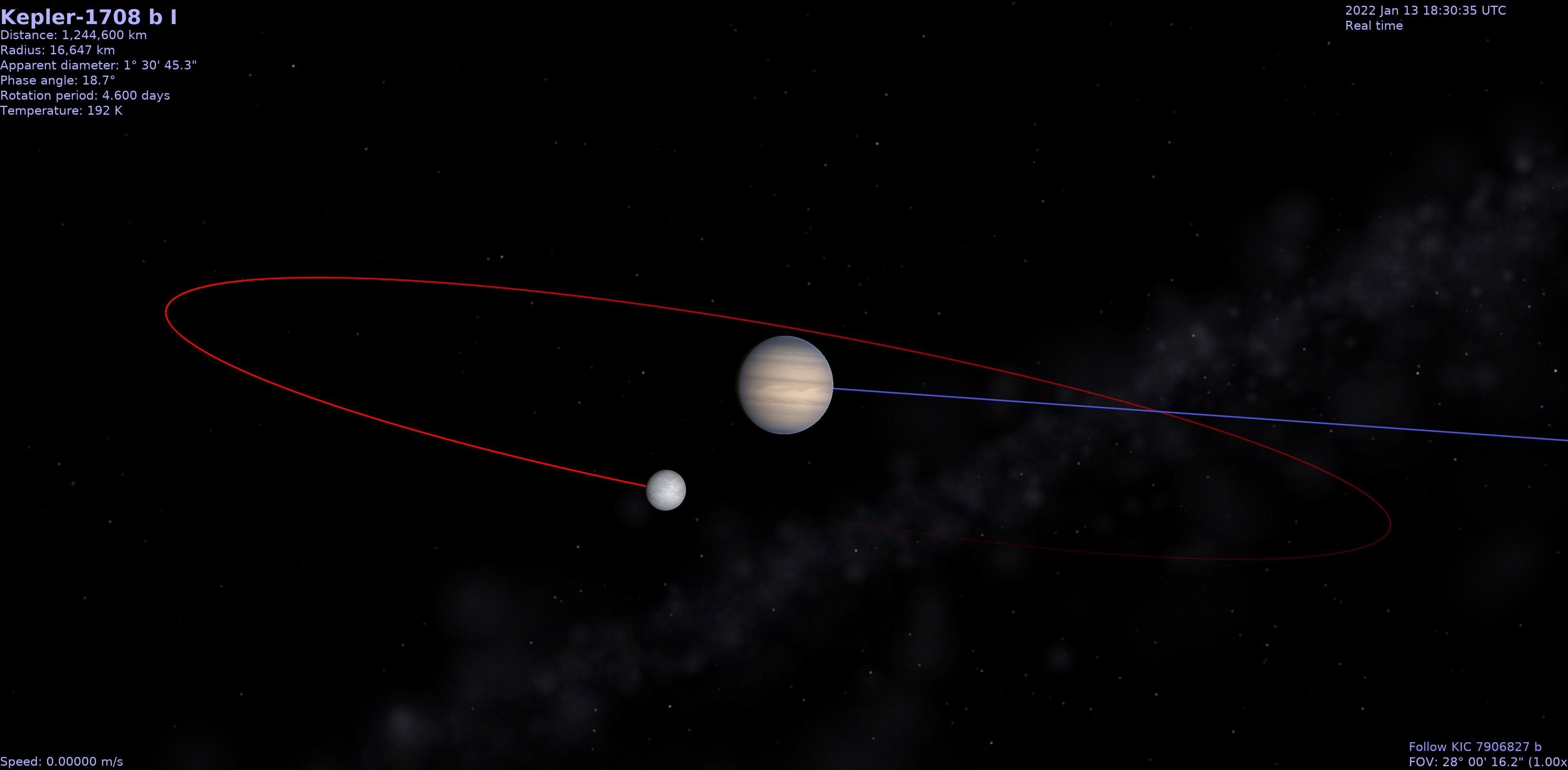
Celestiaでレンダリングされたケプラー1708bと衛星候補のケプラー1708b I

2022年、David Kippingらは、ケプラー宇宙望遠鏡の測光データを使用して、温度が低めで公転周期の長い巨大ガス惑星の周囲を公転する太陽系外衛星がないか調査した。分析された70個の太陽系外惑星のうち、ケプラー1708bのみが、惑星のトランジットに伴うかすかな二次トランジットとして現れる、ケプラー1708bの周囲を公転する太陽系外衛星の兆候を示した。ケプラー1708b Iと呼ばれるこの可能性のある太陽系外衛星は、地球半径の2.6倍で海王星よりも小さいサイズである。木星とエウロパの間の距離、または地球と月の間の距離の2倍に匹敵する、最大12惑星半径の距離から主星であるケプラー1708bと同一平面上を公転している可能性がある。ケプラー1708b Iの非常に大きなサイズは、Kippingらによって2017年に報告された別の海王星サイズの太陽系外衛星候補であるケプラー1625b Iを彷彿とさせる。
太陽系外衛星の存在を確認または反証するには、フォローアップ観測が必要である。ケプラー1708bによる2回のトランジットとその可能性のある太陽系外衛星のみが観測されており、TTVはまだ特定できていない。Kippingらの分析では、主星の光度曲線に含まれる可能性のある衛星以外に起因する減光が除外されており、太陽系外衛星候補の誤検出率は1%と評価された。これは、主にケプラー1708系で2番目にトランジットを起こす惑星の可能性がまだ除外されていないためである。